# Nathalie de Vriesová
Nathalie de Vries (* 22. března 1965 Appingedam) je nizozemská architektka a urbanistka, která v roce 1991 založila spolu s Winym Maasem a Jacobem van Rijsem architektonické studio MVRDV.

## Život
V letech 1984–1990 studovala na Technické univerzitě v Delftu, kterou absolvovala s vyznamenáním a získala titul Mgr. Od roku 1991 spolu s Jacobem van Rijsem a Winym Maasem založil kancelář MVRDV.
Vyučovala na Berlage Institute (Amsterdam), Academie of Architecture (Arnhem) a na Fakultě architektury Technické univerzity v Delftu. Pracovala pro Mecanoo (Delft), Academie voor Bouwkunst (Arnhem). V letech 2002–2004 byla profesorkou stavebního a technického kreslení na Technické univerzitě v Berlíně.
V letech 1999–2005 byla členkou správní rady Nizozemského fondu architektury (Netherlands Architecture Fund). Byla členkou výboru pro design v Salcburku a od roku 2004 je členkou nadační rady nizozemského odborného architektonického časopisu Oase. Je členkou dozorčí rady Muzea grafického designu v Bredě. Od roku 2013 do léta 2018 byla profesorkou architektury na Baukunstklasse Kunstakademie Düsseldorf. Od 1. ledna 2021 do roku 2023 zastávala funkci městské architektky města Groningen.

### Soukromý život
V soukromí je Nathalie de Vries provdaná za architekta Jacoba van Rijse. Žijí v nizozemském městě Schiedam a mají dvě dcery. Nathalie de Vries je jednou z mála žen, které vedou mezinárodní architektonickou firmu.

### Ocenění
Ocenění za jednotlivé stavby i za celou svou tvorbu, například:
- Amsterdamprijs,
- Architizer A+ Award
- Red Dot Design Award

## Projekty
- Villa VPRO (sídlo státní televizní společnosti) v Hilversumu, 1997
- Villa KBWW (dům pro dvě rodiny) v Utrechtu, 1997
- Wozoco (domov důchodců) v Amsterdamu, 1997
- dva domy v amsterdamské čtvrti Borneo, 2000
- nizozemský pavilon na Expo 2000 v Hannoveru, 2000
- vícegenerační dům Silodam v Amsterdamu, 2003